# Xocomecatlita
La xocomecatlita és un mineral de la classe dels sulfats. Rep el seu nom del Nahua xocomecatl, raïm, en al·lusió a la seva ocurrència en grups d'esfèrules de color verd. Va ser descoberta l'any 1974 a la mina Bambollita, Moctezuma, Sonora, Mèxic.

## Característiques
La xocomecatlita és un tel·lurat de coure amb fórmula Cu₃(TeO₄)(OH)₄. Cristal·litza en el sistema ortoròmbic formant agregats de cristalls radials, esferulítics o botrioides. La seva duresa a l'escala de Mohs és de 4.
Segons la classificació de Nickel-Strunz, la xocomecatlita pertany a «07.BB: Sulfats (selenats, etc.) amb anions addicionals, sense H₂O, amb cations de mida mitjana» juntament amb els següents minerals: caminita, hauckita, antlerita, dolerofanita, brochantita, vergasovaita, klebelsbergita, schuetteita, paraotwayita, pauflerita i grandviewita.